# Rio Ázere
O rio Ázere é uma rio de Portugal afluente do rio Vez.
Pertence à bacia hidrográfica do rio Lima e à região hidrográfica do Minho e Lima.
Tem um comprimento aproximado de 13,3 km e uma área de bacia de aproximadamente 52,4 km².

## Afluentes
- Ribeira de Porto Avelar

## Pontes sobre o rio Ázere
Sobre o rio Ázere podemos encontrar várias pontes, algumas com importância histórica, das quais se destaca:
- Ponte de Ázere